# John I. Brauman
John Isaiah Brauman (* 7. September 1937 in Pittsburgh, Pennsylvania; † 23. August 2024) war ein US-amerikanischer Chemiker an der Stanford University in Stanford, Kalifornien.

## Leben
Brauman erwarb 1959 einen Bachelor am Massachusetts Institute of Technology (MIT) in Cambridge, Massachusetts, und 1963 einen Ph.D. bei Andrew Streitwieser an der University of California, Berkeley. Als Postdoktorand arbeitete Brauman bei Saul Winstein an der University of California, Los Angeles. Anschließend wurde er Mitglied des Lehrkörpers der Stanford University, wo er zuletzt J. G. Jackson and C. J. Wood Professor für Chemie war.

## Wirken
Braumans Arbeiten befassten sich mit Struktur und Reaktivität. Er untersuchte Ionen-Reaktionen in der Gasphase, Säure-Base-Reaktionen, die Mechanismen des Protonentransfers, nukleophile Substitution und Additions-Eliminierungs-Reaktionen. Seine Arbeiten erlaubten wichtige Schlussfolgerungen auf die Form der Potentialoberflächen und die Dynamik der Reaktionen auf diesen Oberflächen. Brauman trug zur Electron photodetachment spectroscopy negativer Ionen, zur Messung der Elektronenaffinität, zur Untersuchung dipolarer Elektronenzustände und der Infrarot-Aktivierung von Ionen bei. Er hat die Mechanismen organischer Reaktionen in Lösungen und Gasphase, sowie organometallische Reaktionen und das Verhalten biomimetischer organometallischer Verbindungen untersucht.
Unter den zahlreichen Mitgliedschaften in nationalen und wissenschaftlichen Beratungsgremien und Beiräten finden sich eine langjährige Herausgeberschaft für die renommierte wissenschaftliche Zeitschrift Science und die Mitgliedschaft im Beirat (Council) der National Academy of Sciences der Vereinigten Staaten.

## Auszeichnungen (Auswahl)
- 1968 Sloan Research Fellowship
- 1973 American Chemical Society Award in Pure Chemistry[4]
- 1976 Mitgliedschaft in der National Academy of Sciences[5]
- 1976 Mitgliedschaft in der American Academy of Arts and Sciences[6]
- 1978 Guggenheim-Stipendium[7]
- 1980 Fellow der American Association for the Advancement of Science
- 2001 NAS Award in Chemical Sciences[8]
- 2002 National Medal of Science[9]
- 2002 Linus Pauling Award[10]
- 2003 Willard Gibbs Medal[11]
- 2004 Mitgliedschaft in der American Philosophical Society